# 张小曳
张小曳（1963年6月—），北京人，中国气象专家，中国气象科学研究院研究员，中国工程院院士。

## 生平
1986年毕业于西北大学化学系。1995年毕业于南京大学大地海洋科学系，获博士学位。